# طلال شهوان
طلال ربحي عبد الله شهوان (28 مايو 1968) هو كيميائي، وأستاذ جامعي فلسطيني. عُين رئيسًا لجامعة بيرزيت ابتداءً من 1 أغسطس 2023.

## حياته
وُلد طلال شهوان بتاريخ 28 مايو 1968 في الأردن لأسرة فلسطينية من بلدة حبلة بمحافظة قلقيلية. حصل على شهادة الثانوية العامة في الفرع العلمي من المدرسة السعدية الثانوية عام 1986 في مدينة قلقيلية.
درس شهوان الهندسة في جامعة بيرزيت إلا أن إغلاق الاحتلال الإسرائيلي للجامعة مع الانتفاضة الفلسطينية الأولى منعه من استكمال دراسته. انتقل إلى تركيا وحصل على شهادة البكالوريوس في الهندسة الكيميائية من جامعة الشرق الأوسط التقنية عام 1994. لاحقًا حصل على درجتي الماجستير عام 1997 والدكتوراه عام 2000 في الكيمياء من جامعة بيلكنت التركية. عمل مدرسًا في جامعة بيلكنت التركية بين عامي 1995 و2002، ثم انتقل للعمل في معهد إزمير للتقنية حتى عام 2008.
بدأ العمل لدى جامعة بيرزيت في 1 سبتمبر 2008، وحصل على رتبة أستاذ دكتور في الكيمياء عام 2012. عمل رئيسًا لدائرة الكيمياء بكلية العلوم في جامعة بيرزيت لمدة عام، ثم عميدًا للدراسات العليا ورئيسًا للجنة البحث العلمي بين عامي 2013 و2018. كما عمل نائبًا لرئيس الجامعة للشؤون الأكاديمية.
في 12 يونيو 2023، أعلن حنا ناصر رئيس مجلس أمناء جامعة بيرزيت عن قراره بتعيين طلال شهوان ابتداءً من 1 أغسطس 2023 رئيسًا لجامعة بيرزيت خلفًا لبشارة دوماني إثر استقالته.
صنفته جامعة ستانفورد الأمريكية عام 2022 ضمن أفضل 2% من العلماء الأكثر اقتباسًا على مستوى العالم في المجالات والفروع المختصين بها. له أكثر من 41 من المنشورات والمقالات العلمية.
عدل الرئيس الفلسطيني محمود عباس مرسوم إنشاء الوكالة الفلسطينية للتعاون الدولي رقم (9) لسنة 2016 في 11 يونيو 2024، مضيفًا مجلس إدارة للوكالة. لاحقًا أصدر القرار رقم (51) لسنة 2024 وعينه عضوًا في المجلس ابتداءً من 23 يونيو 2024.